# Mario Fuentealba Recabarren
Mario Fuentealba Recabarren (Talcahuano, 8 de diciembre de 1943-Caleta Lliuco, Bahía San Pedro, Chile, 15 de agosto de 1965) fue un marino de la Armada de Chile que falleció en forma heroica salvando compañeros durante el naufragio del ATF Janequeo.
A comienzos del año 2014 es el único miembro de la Armada y de las demás ramas de las Fuerzas Armadas que ha recibido en dos oportunidades la Distinción al Valor, lo que demuestra su temple y espíritu.

## Infancia y juventud
Nació en la ciudad de Talcahuano el 8 de diciembre de 1943. Sus padres fueron el suboficial mayor Juan Agustín Fuentealba M., funcionario del correo del Apostadero Naval de Talcahuano y su madre, la señora Juana Recabarren; fue el tercero de siete hermanos.
Estudió en la Escuela Nocturna Particular Nº 1 de la Sociedad de Socorros Mutuos Artesanos de Talcahuano. En 1959 ingresó a la Escuela de Grumetes de la Armada como Aprendiz del Curso Acelerado de Marineros.

## Carrera naval
El 1º de abril de 1960 ingresó al servicio de la Armada con el grado de grumete y el 9 del mismo mes fue destinado al Crucero O’Higgins. En 1961 fue ascendido a marinero 2º, cumpliendo transbordo al remolcador de alta mar “Huemul”, que efectuaba viajes de régimen entre la Isla Quiriquina y el Molo 500 en la Base Naval de Talcahuano.

### Primera actuación heroica
Una noche de invierno, cuando el Huemul surcaba la bahía de Concepción, debido al fuerte oleaje, un sargento de la Armada cayó por la borda al mar. El marinero Fuentealba inmediatamente se lanzó al agua para rescatar al hombre que en estado inconsciente se encontraba en inminente peligro de perecer  .
Esta acción le valió el reconocimiento de la Armada por su sobresaliente y decidida actuación al exponer su vida de propia iniciativa otorgándole con fecha 21 de noviembre de 1961 la Medalla “Al Valor”.

### Continuación de su carrera naval
En 1963 volvió a la Escuela de Grumetes para cursar la especialidad de Maniobras. El 10 de enero de 1964 fue transbordado el buque escuela Esmeralda como premio por haber obtenido el primer lugar en su curso. El 1 de abril ascendió a marinero 1°.
El 26 de diciembre de 1964, contrajo matrimonio con María Sandoval Cisterna. De este enlace nació su único hijo, Mario. 
En 1965 fue destinado al patrullero Leucotón. El 2 de agosto mientras se dirigía de Talcahuano a Chiloé, a cumplir una comisión de faros, en medio de un violento temporal tuvo una falla en su motor quedando al garete por lo que buscó refugio en las costas de la caleta Lliuco, en la bahía de San Pedro, al sur de Corral quedando varado en la playa por acción de la mar pero sin lamentar ninguna perdida humana.

### Naufragio del Janequeo - Actuación heroica
Desde Talcahuano acudieron en su auxilio los remolcadores Cabrales y Janequeo, arribando al lugar el 14 de agosto de 1965 en medio de un fuerte temporal. El Janequeo inició de inmediato los preparativos para desvararlo. Durante esta maniobra el cable de remolque se enredó en la hélice dejando a la nave sin poder mover su máquina siendo arrojado contra los roqueríos donde fue destrozado.
El comandante del Leucotón al ver la situación de los tripulantes del Janequeo organizó una partida de salvataje de 20 hombres que intentarían desde tierra ayudar a los náufragos de la nave que estaba siendo destrozada contra los roqueríos. Para ello instalaron un andarivel entre el Leucotón y la proa de un ballenera varada en la playa cercana al lugar del accidente. El marinero Fuentealba fue el primero en llegar a la playa para tender el andarivel.
Al primero en deslizarse por el andarivel, las tremendas olas lo arrojaron al mar. Fuentealba sin titubear se lanzó al agua para salvarlo. Ambos fueron arrastrados por la corriente hasta la rivera del río Lliuco. Fuentealba al llegar a la orilla perdió el conocimiento siendo reanimado por los lugareños que presenciaban la maniobra. Una vez reanimado se dirigió a la playa en que la mar arrojaba a los náufragos. Encontró a un oficial al que le efectuó reanimación boca a boca salvándolo de una muerte segura. Luego en cuatro oportunidades se lanzó al mar rescatando a cuatro compañeros pero en la cuarta acción una ola gigante lo cubrió desapareciendo para siempre.
De los 79 hombres que tripulaban la nave, 52 murieron, unos a bordo y otros ahogados. Entre los que fueron lanzados al agua sobresalieron las actuaciones del cabo Odger y el marinero Fuentealba quienes, varias veces, exponiendo y finalmente entregando sus vidas en forma heroica lograron salvar a seis de sus compañeros.
Con fecha 4 de noviembre de 1965 el gobierno de Chile a petición de la Armada le concedió la medalla "Al Valor" en forma póstuma, sin embargo como ya había sido distinguido con esta condecoración en 1961 decidieron en esta oportunidad otorgarle la roseta consistente en una "Estrella de Oro" y con fecha 27 de diciembre del mismo año le concedió en forma póstuma el grado de suboficial mayor de la Armada para todos los efectos legales y montepío.
Sus restos mortales descansaron inicialmente en el cementerio de Concepción pero desde el 29 de julio de 2002 descansan en la Escuela de Grumetes, Talcahuano para que sirvan de ejemplo a las nuevas generaciones de marinos que ahí se forman.